# 1985-ös berhidai földrengés
Az 1985-ös berhidai földrengés 1985. augusztus 15-én, reggel 6 óra 29 perckor pattant ki Berhida térségében. A magyarországi földrengések közül az 1956-os óta a legnagyobb energiájú, a Richter-skála szerinti 4,9 magnitúdójú, a Mercalli-skálán VII-es erősségű volt.
A rengés elsősorban Peremartonban és Berhidán okozott épületkárokat (Berhidán 72 házat teljesen le kellett bontani), de távolabbi, Balaton környéki településeken is sérültek meg épületek. Az utórengések többsége csak Berhidán volt érezhető. A főrengést követő fél évben szeizmográfokkal közel 200 rengést észleltek a területen.